# شكل خاص

الفئات التصنيفية البيضاء

شكل خاص أو (باللاتينية: Forma specialis) مصطلح تصنيفي يطلق على تجمع من الكائنات عادة ما تكون طفيلية مثل الفطريات) التي تتكيف مع عائل محدد (مع غياب فوارق شكلية أو حد أدنى منها). ويمكن تطبيق هذا التصنيف من قبل المؤلفين الذين لا يشعرون بأن تحديد هذه المجموعة ملائم كتحت نوع (باللاتينية: Subspecies) أو صنف (بالإنجليزية: variety)‏. من الأمثلة على هذا الاستخدام فطر (باللاتينية: Puccinia graminis) المسبب لصدأ القمح.